# Tai chi chuan estilo Wu/Hao
O Tai Chi Chuan estilo Wu/Hao (武/郝 氏) é um estilo de Tai Chi Chuan familiar criado pelo mestre Wu Yu-hsiang (武禹襄) (1813 - 1880). Este estilo é o terceiro mais antigo entre os 5 estilos familiares tradicionais de Tai Chi Chuan e atualmente é considerado o quinto em termos de popularidade. Apesar de as romanizações de seus nomes serem iguais, é uma prática distinta do Tai Chi Chuan estilo Wu (吳氏) criado pelo mestre Wu Chien-chuan.

## A história do Tai Chi Chuan estilo Wu/Hao
O mestre Wu Yu-hsiang foi um erudito de uma família rica e influente que, assim como seus dois irmãos mais velhos, Wu Cheng-ching e Wu Ju-ching, tornou-se aluno graduado do mestre Yang Luchan.
Há uma quantidade relativamente grande de textos sobre aspectos teóricos do Tai Chi Chuan atribuídos ao mestre Wu Yu-hsiang, considerados significativos por diversas escolas sem qualquer vinculação com seu estilo. Wu Yu-hsiang também estudou por um breve período com um instrutor do Tai Chi Chuan estilo Chen, Chen Ching-ping, a quem foi apresentado por Yang Luchan.
Seu discípulo mais famoso foi seu sobrinho Li I-yü (李亦畬) (1832 - 1892), que também escreveu diversos textos importantes sobre a prática do Tai Chi Chuan. Li Chi-hsüan, irmão mais novo de Li I-yü, também escreveu pelo menos um texto sobre o assunto.
O mestre Li I-yü ensinou a prática que aprendeu do mestre Wu Yu-hsiang a Hao Wei-chen (郝為真) (1842 - 1920), que, por sua vez, a transmitiu a seu filho Hao Yüeh-ru (郝月如), que a ensinou a seu filho Hao Shao-ju (Hao Shaoru) (郝少如).
Assim, este estilo tornou-se conhecido como o Tai Chi Chuan estilo Wu/Hao.
Hao Wei-chen também ensinou Tai Chi Chuan ao famoso mestre Sun Lutang.
Hao Yüeh-ru ensinou Tai Chi Chuan na década de 1920, época em que a prática atingiu um alto grau de popularidade. Assim, ele padronizou as formas que aprendeu de seu pai de modo a poder ensinar uma grande quantidade de alunos iniciantes com mais eficiência, tornando o treinamento mais suave pela redução da ênfase em saltos e chutes.
Outros mestres famosos de Tai Chi Chuan, como Yang Cheng-fu, Wu Chien-chuan e Wu Kung-i, realizaram modificações similares nas suas formas básicas aproximadamente na mesma época.
Ainda existem descendentes diretos dos mestres Li I-yü e Li Chi-hsüan ensinando Tai Chi Chuan na China, mas não há mais membros da família Hao que transmitam seu estilo. O último herdeiro direto dos ensinamentos de Hao Shao-ju ainda vivo é o mestre Liu Jishun, que tem numerosos alunos espalhados por todo o mundo, incluindo dois na Inglaterra.

## Características do Tai Chi Chuan estilo Wu/Hao
O estilo de Tai Chi Chuan criado por Wu Yu-hsiang se caracteriza por movimentos pequenos e sutis; foco no equilíbrio, no desenvolvimento da sensibilidade e no cultivo da energia ("chi") interior.